# Matteo Tagliariol
Matteo Tagliariol (Treviso, 7 de janeiro de 1983) é um esgrimista italiano, campeão olímpico.
Matteo Tagliariol representou seu país nos Jogos Olímpicos de Verão de 2008. Conseguiu a medalha de ouro Espada individual e bronze por equipe.